# Lugal-Sha-Gen-Sur
Lugal-Sha-Gen-Sur, o Lugal-Suggur (fl. XXVI-XXV secolo a.C.), è stato l'ultimo dei Grandi Sacerdoti-Re o Patesi di Lagash.
La sua esistenza si colloca probabilmente al principio del ventiquattresimo secolo a.C., nel periodo protodnastico III. Ascese al potere dopo Enhengal, probabilmente nel 2510 a.C. circa, e regnò probabilmente fino al 2494 a.C. circa, quando detronizzato da Ur-Nanshe, primo re (laico) della prima dinastia di Lagash.